# الاتجار بالبشر في البحرين
البحرين هو بلد الذي يكون مقصد الرجال والنساء الذين يتعرضون للاتجار بالأشخاص والعمل القسري والبغاء القسري. يقوم الرجال والنساء من الهند وباكستان والنيبال وسريلانكا وبنغلاديش وإندونيسيا وتايلاند والفلبين وإثيوبيا وإريتريا بالهجرة الطوعية إلى البحرين للعمل كخادمات في المنازل أو عمال غير مهرة كما هو الحال في الصناعات الإنشائية والخدمات. يواجه بعضهم ظروف العمل القسري بعد وصوله إلى البحرين من خلال استخدام ممارسات مثل الاحتجاز غير القانوني لجوازات السفر والقيود المفروضة على الحركة والاستعاضة عن العقد وعدم دفع الأجور والتهديد والاعتداء البدني أو الجنسي.
وجدت دراسة من قبل هيئة تنظيم سوق العمل التابعة لحكومة البحرين أن 65% من العمال المهاجرين لا يقرأون عقود عملهم وأن 89% لم يكونوا على علم بشروط العمل حتى وصولهم إلى البحرين. تطلب العديد من وكالات توظيف العمالة في البحرين والبلدان المصدر للعمال دفع رسوم استقدام عالية وهي ممارسة تجعل العمال عرضة للعمل القسري في البحرين. وجدت الدراسة أن 70% من العمال الأجانب يقترضون المال أو يبيعون ممتلكاتهم التي في بلدانهم من أجل الحصول على وظيفة في البحرين.
بعض أرباب العمل البحرينيين هم متهمون بتهمة غير قانونية بفرض رسوم باهظة على العمال لإبقائهم في البحرين للعمل لدى أرباب عمل من طرف ثالث (في إطار ترتيب التأشيرة الحرة أو المعروفة محليا باسم فري فيزا). تقدر هيئة تنظيم سوق العمل أن ما يقرب من 10% من العمال المهاجرين في البحرين يعملون ضمن الإطار غير القانوني (التأشيرة الحرة أو فري فيزا) وهي ممارسة يمكن أن تسهم في عبودية الدين بينما تقدر غرفة تجارة وصناعة البحرين أن النسبة تبلغ 25%. تتعرض النساء من تايلاند والفلبين والمغرب والأردن وسوريا ولبنان وروسيا والصين وفيتنام ودول أوروبا الشرقية للبغاء القسري في البحرين.
لا تمتثل حكومة البحرين امتثالا تاما للمعايير الدنيا للقضاء على الاتجار ومع ذلك فإنها تبذل جهودا كبيرة للقيام بذلك. ذكرت الحكومة أن ترفع دعاوى في المحاكمات الثانية والثالثة تحت النظام الأساسي لمكافحة الاتجار بالأشخاص وتستمر في تثقيف ضحايا الاتجار بالبشر المحتملين عن حقوقهم. ومع ذلك فإن الحكومة لم تظهر أدلة على التقدم في توفير خدمات الحماية للضحايا أو لملاحقة الجرائم المتعلقة بالاتجار العمل الشكل الأكثر انتشارا للاتجار في البحرين.

## المحاكمات
قدمت حكومة البحرين بعض التقدم في إجراء جهود إنفاذ القانون لمكافحة الاتجار بالبشر خلال عام. حظر قانون عام 2008 لمكافحة الاتجار بالأشخاص جميع أشكال الاتجار بالأشخاص وفرض عقوبات تتراوح ما بين السجن من 3 أعوام إلى 15 عام وهي تعتبر صارمة بما فيه الكفاية وتتناسب مع تلك المقررة لجرائم خطيرة أخرى مثل الاغتصاب.
ذكرت حكومة البحرين ملاحقتين قضائيتين جدد وتحقيق واحد جديد وفقا لقانون مكافحة الاتجار بالبشر في الفترة المشمولة بالتقرير تتعلق بالاتجار بالجنس. اتهم موظف بحريني من وزارة الداخلية ومواطنة تايلاندية بتهريب النساء الآسيويات لممارسة الدعارة. الملاحقة الأخرى تنطوي على بحريني ومواطن روسي متهمان بتهريب النساء الروسيات. علاوة على ذلك حكم على مواطنين بحرينيين بالسجن مدى الحياة في أبريل وأكتوبر عام 2009 لقتل خادمتان من إندونيسيا وإثيوبيا على التوالي وذكرت الحكومة أن هذه الحالات تضمنت عناصر من الاتجار بالبشر. إلا أن الحكومة لم تحاكم جنائيا أي من أصحاب العمل أو وكلاء العمل للقيام بأعمال السخرة للعمال المهاجرين بمن فيهم عمال المنازل.
هناك بعض الدلائل على أن المسؤولين الحكوميين قد يكونوا متورطون في الاتجار بالبشر. المنظمات غير الحكومية والعمال يؤكدون أن المسؤولين البحرينيين يوفرون للبحرينيين تفويض لكفالة العمال الأجانب أكثر مما كان يمكن أن يوظف بشكل معقول وبعض المسؤولين ينخرطون بشكل غير قانوني في ترتيبات التأشيرة الحرة وحجب جوازات سفر الموظفين ومنع تسليم الرواتب. قدمت أكاديمية الشرطة الملكية مجندي الشرطة الجدد بتعليمات محددة بشأن تحديد ضحايا الاتجار بالبشر خلال الفترة المشمولة بالتقرير. بالإضافة إلى ذلك شارك 29 ضابط في دورة تدريبية بعنوان إنفاذ القانون في التحقيقات المتعلقة بالاتجار لمدة ثلاث سنوات تديرها منظمة الهجرة الدولية وهو أحد البرامج العديدة لمكافحة الاتجار بالبشر التي تديرها المنظمة الدولية للهجرة في شراكة مع حكومة البحرين. في أوائل عام 2010 قررت حكومة البحرين ضم مكتب الملاحقات القضائية المتعلقة بالاتجار في مكتب المدعي العام.

## الحماية
لم تقدم حكومة البحرين أي تقدم ملحوظ في تحسين خدمات الحماية المتوفرة لضحايا الاتجار بالبشر خلال العام الماضي. تفتقر الحكومة إلى اتخاذ إجراء رسمي لتحديد هوية الضحايا في صفوف الفئات الضعيفة مثل خدم المنازل المغتربين الذين تركوا أصحاب العمل أو النساء اللاتي يقبض عليهن يمارسن البغاء. نتيجة لذلك فإنه يتم اتهام ضحايا الاتجار بالبشر بالعمل أو انتهاك قوانين الهجرة والاحتجاز والترحيل من دون حماية كافية. معظم العمال المهاجرين الذين تمكنوا من الفرار من أصحاب العمل المسيئين اتهموا بالهرب وحكم عليهم بالسجن لأسبوعين وترحيلهم. الحكومة لا تضمن حصول الضحايا على الخدمات الوقائية الأساسية باستثناء عدد قليل جدا الذين يرتبطون بالعمل مع الحكومة.
المنظمة غير الحكومية دار الأمان والتي تمولها الحكومة لديها دار تحتوي على 120 سرير لعدد صغير من ضحايا الاتجار بالبشر. واصل غالبية الضحايا في البحث عن ملجأ في سفاراتها أو في مأوى جمعية حماية العمال المهاجرين. ملجأ دار الأمان لا يعلن أنه استقبل ضحايا الاتجار بالبشر وضباط الشرطة لا يعرفون إجراءات إحالة ضحايا الاعتداء في العمل والاتجار بالبشر. ذكرت منظمة غير حكومية دولية أن المأوى يقيد حرية السكان في الحركة ولا يضم موظفين مؤهلين ولا يوفر مأوى أو مسكن طويلة الأمد للضحايا.
توجد إجراءات مقيدة لغير البحرينيين. ومع ذلك في يناير 2010 أشارت لجنة مشتركة بين الوزارات لمكافحة الاتجار أن الحكومة أوعزت للشرطة والمدعين العامين إيداع العمال المعتدي عليهم إلى المأوى بغض النظر عن علامات سوء المعاملة. لا توجد ملاجئ لضحايا الاتجار الذكور أو العمال الذين يتعرضون لسوء المعاملة أو الهرب.
تمت إحالة ضحايا الاتجار الثلاثة الذين حددتهم الحكومة خلال الفترة المشمولة بالتقرير إلى ملجأ دار الأمان ويتلقون الخدمات القانونية والطبية والنفسية. شجعت حكومة البحرين الضحايا للمشاركة في التحقيق ومقاضاة المتاجرين. ومع ذلك فإن العمال المحبطين لا يرفعون دعاوى قضائية ضد أصحاب العمل بسبب الخوف أو الجهل بالقانون وعدم الثقة في النظام القانوني وعدم القدرة على تحمل التمثيل القانوني وعدم التفسير أو الترجمة والخوف من فقدان تصاريح الإقامة خلال الإجراءات القانونية وتجنب سوء المعاملة الإضافية على يد صاحب العمل. الحكومة لا توفر بدائل قانونية لإزالة الضحايا الأجانب إلى بلدان يواجهون فيها القصاص أو المشقة. أنشأت وزارة الداخلية خط هاتفي ساخن مجاني في يناير عام 2010 لضحايا الاتجار بالبشر على الرغم من أن تقرير المنظمات غير الحكومية ذكرت أن أنباء الخط الساخن لم يتم نشره على نطاق واسع.

## الوقاية
أحرزت الحكومة تقدما محدودا في منع الاتجار بالبشر خلال الفترة المشمولة بالتقرير. في حين تعهدت وزارة العمل في البحرين بإنهاء نظام الكفالة الذي يربط العمال الأجانب بالكفيل البحريني.
نفذت الحكومة اصلاحات في أغسطس 2009 وعينت هيئة تنظيم سوق العمل بوصفها الوكالة الرائدة لمنح تصاريح العمل للعمال الأجانب وتوسيع حركة العمالة للعمالة الوافدة في ظل ظروف معينة. هذه الإصلاحات لا تغطي ما يقرب من 70 ألف من خدم المنازل في البحرين المجموعة التي تعتبر الأكثر عرضة للاتجار. إصلاح آخر لسوق العمل يحد من عدد العمال الأجانب للشركات الصغيرة وستقوم هيئة تنظيم سوق العمل بخفض مرة أخرى على الترتيبات غير القانونية «التأشيرة الحرة» وانتهاكات العمل الأخرى.
وافق مجلس الشورى مؤخرا على قانون عمل جديد ومع ذلك فإنه لا يحتوي على الحماية الأساسية للعمال المنزليين المجموعة الأكثر عرضة للاتجار بالبشر. علاوة على ذلك فإن القانون ضد حجز جوازات سفر العمال لم يطبق على نحو فعال وظلت هذه الممارسة على نطاق واسع ممارسة شائعة تقيد التنقل للعمال المهاجرين ويساهم في أعمال السخرة. واصلت هيئة تنظيم سوق العمل توزيع الكتيبات التي أعدت بالتنسيق مع المنظمة الدولية للهجرة التي توضح كيفية الحصول عليها قانونيا والحفاظ على وتبديل تأشيرة عمل وتفاصيل الاتصال للإبلاغ عن انتهاكات العمل المشتبه بهم.
كما رعت هيئة تنظيم سوق العمل برنامج إذاعي باللغة الهندية يهدف إلى رفع مستوى الوعي بحقوق العمال. أغلقت الحكومة عددا من فنادق النجمة والنجمتين والثلاث نجمات المرتبطة بالدعارة المنظمة. استمرت الحكومة في تقديم الدعم المالي نحو برنامج المنظمة الدولية للهجرة بناء القدرات لمكافحة الاتجار بالبشر. ليس لدى الحكومة خطة عمل وطنية للتصدي للاتجار بالأشخاص. ترأس وكيل وزارة الشؤون الخارجية لجنة مشتركة بين الوزارات للتنسيق بين السياسات المصممة لمكافحة الاتجار بالبشر. هذه اللجنة تجتمع مرة كل شهرين في المتوسط وتشمل الوزارات الحكومية والمنظمات غير الحكومية والاتحاد النسائي البحريني. حاليا وزارة العمل التي تتعامل مع الشكاوى معظم العمال غير ممثلة في هذه اللجنة.